# Dyskografia Katarzyny Groniec
Dyskografia Katarzyny Groniec składa się z dziewięciu albumów studyjnych i dwóch koncertowych oraz dziesięciu utworów notowanych na listach przebojów.

## Albumy studyjne

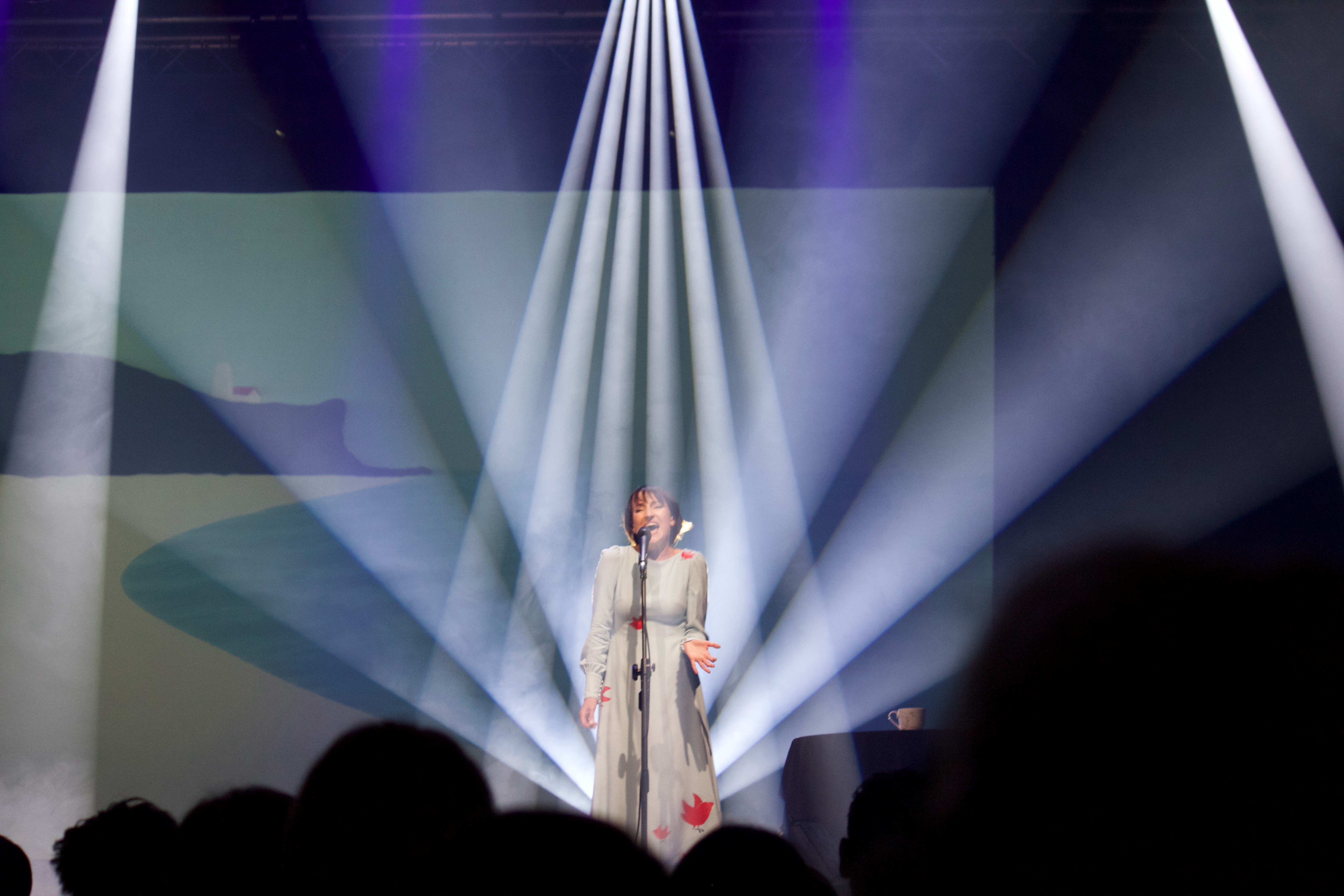
Katarzyna Groniec na koncercie promującym album pt. Ach! we Włocławku, 2018

| 2000                           | Mężczyźni - Data: 9 października 2000 - Wydawca: Sony Music Poland      | 10 |
| 2002                           | Poste restante - Data: 30 września 2002 - Wydawca: Sony Music Poland    | 6  |
| 2004                           | Emigrantka - Data: 24 września 2004 - Wydawca: Sony Music Poland        | 16 |
| 2007                           | Przypadki - Data: 13 kwietnia 2007 - Wydawca: Luna Music                | 10 |
| 2009                           | Listy Julii - Data: 15 października 2009 - Wydawca: Luna Music          | 31 |
| 2011                           | Pin-up Princess - Data: 8 listopada 2011 - Wydawca: Warner Music Poland | –  |
| 2014                           | Wiszące ogrody - Data: 18 marca 2014 - Wydawca: Warner Music Poland     | 17 |
| 2018                           | Ach! - Data: 16 marca 2018 - Wydawca: Warner Music Poland               | 32 |
| 2023                           | Konstelacje - Data: 12 maja 2023 - Wydawca: Warner Music Poland         | -  |
| „–” pozycja nie była notowana. |                                                                         |    |

## Albumy koncertowe
| Rok  | Tytuł                                                                                        | Pozycja na liście |
| Rok  | Tytuł                                                                                        | POL               |
| ---- | -------------------------------------------------------------------------------------------- | ----------------- |
| 2008 | Na żywo - Data: 26 września 2008 - Wydawca: Luna Music                                       | 35                |
| 2015 | Zoo z piosenkami Agnieszki Osieckiej - Data: 18 września 2015 - Wydawca: Warner Music Poland | 13                |

## Notowane utwory
| 2000                           | „Dzięki za miłość”                                             | 44 | 3  |
| 2001                           | „Koi, rani”                                                    | 69 | 35 |
| 2001                           | „Tango z pistoletem”                                           | –  | 41 |
| 2001                           | Michał Żebrowski – „Ja nie chcę wiele (oraz Katarzyna Groniec) | 48 | 34 |
| 2002                           | „Bez księżyca”                                                 | 43 | 8  |
| 2002                           | „Libertango”                                                   | –  | 37 |
| 2004                           | „List do wroga”                                                | –  | 22 |
| 2007                           | „Będę z Tobą”                                                  | 28 | 8  |
| 2007                           | „Poniedziałek”                                                 | –  | 39 |
| 2018                           | „Nie kocham”                                                   | –  | 41 |
| „–” pozycja nie była notowana. |                                                                |    |    |

### Inne
| Rok  | Tytuł                                    | Uwagi                                          | Źródło |
| ---- | ---------------------------------------- | ---------------------------------------------- | ------ |
| 1994 | Robert Janowski – Co mogę dać            | - gościnnie wokal wspierający                  | [ 17 ] |
| 1999 | Michał Bajor – W dzień Bożego Narodzenia | - gościnnie wokal                              | [ 18 ] |
| 2001 | Marek Grechuta – Serce                   | - gościnnie wokal wspierający                  | [ 19 ] |
| 2002 | Michał Żebrowski – Kolacja przy Świecach | - gościnnie wokal w utworze „Do Anny”          | [ 20 ] |
| 2008 | Robert Janowski – Skrzydła: The Best     | - gościnnie wokal w utworze „Na strunach szyn” | [ 21 ] |
| 2009 | Grzegorz Turnau – Do zobaczenia          | - gościnnie wokal w utworze „Struna”           | [ 22 ] |
| 2011 | Millhaven                                | - polska wersja „The Curse of Millhaven”       | [ 23 ] |
| 2014 | Miuosh – Pan z Katowic                   | - gościnnie wokal w utworze „Za tobą”          | [ 24 ] |

## Udział w składankach
| Rok  | Tytuł                                                                       |
| ---- | --------------------------------------------------------------------------- |
| 1995 | Gala piosenki biesiadnej                                                    |
| 1996 | Metro                                                                       |
| 1999 | Kronika 20. Jubileuszowego Przeglądu Piosenki Aktorskiej Wrocław 1999       |
| 2003 | Kronika 24. Przeglądu Piosenki Aktorskiej ‘Artyści Piosenki’ – Wrocław 2003 |
| 2004 | Laureaci Przeglądu Piosenki Aktorskiej we Wrocławiu 1976-2003 Vol.1         |
| 2004 | 50 x Jacques Brel                                                           |
| 2004 | La vie est une chanson – Nad Wisłą                                          |
| 2005 | Honor jest wasz Solidarni                                                   |
| 2006 | The Best Christmas... Ever!                                                 |
| 2006 | Kolędy                                                                      |
| 2006 | Wideoteka Dorosłego Człowieka – Święta, Święta                              |
| 2007 | O duszo wszelka                                                             |
| 2007 | Gwiazdko Świeć Nam Mocniej                                                  |
| 2008 | Christmas Time – All About Music                                            |
| 2009 | The Best Polish Love Songs... Ever!                                         |
| 2009 | 30 Przegląd Piosenki Aktorskiej                                             |
| 2009 | Laureaci Przeglądu Piosenki Aktorskiej we Wrocławiu 1976 – 2008             |
| 2012 | Morowe panny                                                                |